# Beto O'Rourke
Robert Francis «Beto» O'Rourke (El Paso, Texas, 26 de septiembre de 1972) es un político estadounidense miembro del Partido Demócrata. Desde 2013 hasta 2019, O'Rourke sirvió como congresista por el 16.º distrito congresional del estado de Texas.

## Biografía
O'Rourke es hijo del juez del condado Pat O'Rourke, un político de El Paso, y de Melissa Martha Williams.  En 1998, O'Rourke fue arrestado por conducir embriagado en la autopista interestatal 10 en la jurisdicción de Anthony, en Texas.  En 2001, su padre murió tras ser atropellado por un automóvil mientras iba en su bicicleta. O'Rourke se casó en 2005 con Amy Hoover Sanders. La pareja tiene dos hijos y una hija.
Antes de su ingreso a la política, fue bajista de una banda llamada Foss y luego se dedicó a los negocios.
O'Rourke ganó las elecciones a la Cámara de 2012, tras derrotar al actual representante Silvestre Reyes en las primarias del Partido Demócrata ese mismo año. El distrito incluye la mayor parte del condado de El Paso.  Antes de su elección al Congreso, O'Rourke estuvo en el Consejo Municipal de El Paso entre junio de 2005 y junio de 2011.
El 31 de marzo de 2017 anunció su candidatura para un escaño en el Senado, por lo que se enfrentó al republicano Ted Cruz en las elecciones al Senado de 2018. Perdió dichas elecciones con un 48,3 % de los votos frente a Ted Cruz que consiguió el 50,9 %. Después de perder la elección para el asiento de Texas en el Senado de los Estados Unidos, el mandato de O'Rourke en la Cámara de Representantes de los Estados Unidos expiró el 3 de enero en 2019. O'Rourke fue sucedido por la congresista Verónica Escobar.
En 2019 lanzó su campaña para buscar la nominación demócrata para las elecciones presidenciales de 2020, pero anunció el fin de su campaña el 1 de noviembre de 2019, antes de participar de las primarias.
En 2022, O'Rourke vuelve a presentarse como candidato demócrata a gobernador enfrentándose a Abbot y apostando a una gran participación de votantes que no están de acuerdo con las recientes restricciones al aborto enTexas tras la revocación de Roe v. Wade por parte de la Corte Suprema de EE. UU. Señaló que los votantes se han sentido motivados por el tema del derecho al aborto en lugares como Kansas, que celebró un referéndum sobre el derecho al aborto en agosto y le dio a los demócratas una victoria por un margen inesperadamente grande.
O'Rourke ha hecho una fuerte campaña para frenar la violencia armada después de la masacre de Uvalde.